# سمنون ابن حمزه
سمنون ابن حمزه یا ابوالحسن سمنون ابن عبدالله از مشایخ و عُرفای قرن سوم هجری قمری است. او متولد بصره و ساکن بغداد بود و از مریدان سری سقطی و محمد ابن علی قصاب بشمار می‌آمد.
با وجودی که اکثر عارفان معرفت را بر مُحبت ترجیح داده اند، مشرب او بر محبت استوار بود و او را سمنون‌المُحب لقب داده‌اند هرچند که خود را سمنون‌الکذّاب می‌نامید. وفات او در نیشابور و در سال ۲۹۰ یا ۲۹۸ هجری قمری بود.

از سخنان اوست:
تصوف آن است که هیچ مِلک تو نباشد و تو مِلک هیچ چیز نباشی.